# Museo Internacional para la Democracia
El Museo Internacional para la Democracia fue fundado por el empresario social Guillermo Whpei y se convirtió en el primer museo privado en el mundo sobre la temática.

## Historia
El Museo Internacional para la Democracia fue inaugurado oficialmente el 24 de abril de 2019.
En 2014, pasó a formar parte como cofundador de la Alianza de Museos por la Justicia Social (Sjam), que busca promover el acceso a los espacios con valor histórico y cultural en el mundo. En marzo de ese mismo año, en la ciudad de Londres, Guillermo Whpei firmó un acuerdo de cooperación con el director de los Museos Nacionales de Liverpool, David Fleming. De la firma participó el por entonces ministro de Cultura del Reino Unido, Edward Vaizey, que reafirmó su compromiso de aportar los recursos necesarios para el Museo para la Democracia.
El museo funciona en el Palacio Fuentes de Rosario.

## Patrimonio
El lugar guarda una extensa colección de más de 1000 objetos históricos originales, que narran los desafíos de las democracias en todo el mundo y recorre las vicisitudes que atravesó Rosario en sus inicios.
Dentro de los objetos que exhibe el Museo se destacan los cuadernos de viaje del prócer argentino Manuel Belgrano.
De la inauguración en 2017 participaron investigadores y expertos de diferentes países, entre ellos, Patricia Tappatá Valdez, Directora del Centro Internacional para la Promoción de los Derechos Humanos – UNESCO; el filósofo español Xavier Antich; David Fleming, Director de los Museos Nacionales de Liverpool; Martha Nubia Bello, Directora del Museo Nacional de la Memoria de Colombia; Antonio Brodski Baudet, Director del Museo Gabriela Mistral de Chile.